# Torneio Internacional Triangular Eduardo Paes
O Torneio Internacional Triangular Eduardo Paes foi um torneio de caráter amistoso, realizado no Rio de Janeiro, no ano de 1994, contando com três participantes.

## Partidas
| 24 de Julho de 1994 | Barra da Tijuca                         | 3 – 0 | União da Madeira | Patty Center, Rio de Janeiro, Brasil Público: Árbitro: |
|                     | Gol marcado · Gol marcado · Gol marcado |       |                  |                                                        |

| 31 de Julho de 1994 | Botafogo | 1 – 0 | Barra da Tijuca | Patty Center, Rio de Janeiro, Brasil Público: Árbitro: |
|                     | Clei     |       |                 |                                                        |

| 2 de Agosto de 1994 | Botafogo                         | 1 – 0 | União da Madeira | Patty Center, Rio de Janeiro, Brasil Público: Árbitro: |
|                     | Batata · Nelinho · Sérgio Manoel |       |                  |                                                        |

- Botafogo:Wágner, Germano (Robinho), Wilson Gottardo, Márcio Theodoro,Clei; Moisés, Nélson (Pardal), Beto, Sérgio Manoel; Róbson, Marcos Paulo (Batata); Treinador: Renato Trindade
- União da Madeira: Zivanovie, Nelinho, Dragan, Germano e Leonardo; Joílton, Rodrigo (Márcio Luiz), Jokanovi e Robert (Pedro Paulo); Simic e Lepi (Tico); Treinador: Ernesto Paulo.

## Classificação
| Classificação | Classificação    | Classificação | Classificação | Classificação | Classificação | Classificação | Classificação | Classificação | Classificação | Classificação |
| Time | Time             | PG            | J             | V             | E             | D             | GP            | GC            | SG            |               |
| --- | ---------------- | ------------- | ------------- | ------------- | ------------- | ------------- | ------------- | ------------- | ------------- | ------------- |
| 1 | Botafogo*        | 6             | 2             | 2             | 0             | 0             | 2             | 0             | 2             |               |
| 2 | Barra da tijuca  | 3             | 2             | 1             | 0             | 1             | 3             | 1             | 2             |               |
| 3 | União da Madeira | 0             | 2             | 0             | 0             | 2             | 0             | 4             | -4            |               |
| PG - pontos ganhos; J - jogos; V - vitórias; E - empates; D - derrotas; GP - gols pró; GC - gols contra; SG - saldo de gols |                  |               |               |               |               |               |               |               |               |               |

### Campeão
| Triangular Eduardo Paes                                                               |
| ------------------------------------------------------------------------------------- |
| Botafogo (Invicto) Botafogo campeão do Triangular Eduardo Paes (3 de outubro de 1994) |